# Roman Kienast
Roman Kienast (Salzburgo, Austria, 29 de marzo de 1984) es un futbolista austriaco. Juega de delantero y su equipo actual es el SV Stripfing de Austria.

## Biografía
Kienast empezó su carrera futbolística en las categorías inferiores del Rapid de Viena. En 2002 pasó a formar parte de la primera plantilla. En la temporada 2004-05 se marcha cedido al Rheindorf Altach.
A principios de 2006 el Rapid de Viena decide cederlo al HamKam, aunque después de hacer una buena temporada el club noruego decide comprarlo. Debuta en la liga noruega el 9 de abril de 2006.

### Selección nacional
Ha sido internacional con la selección de fútbol de Austria en 11 ocasiones. Su debut com internacional se produjo el 13 de octubre de 2007 en un partido contra Suiza.
Fue convocado por su selección para participar en la Eurocopa de Austria y Suiza de 2008. Participó en los tres partidos que su selección disputó en el torneo, aunque en ninguno de ellos fue titular. 

## Clubes
| Club                         | País    | Año       |
| ---------------------------- | ------- | --------- |
| Rapid Viena                  | Austria | 2002-2006 |
| SC Rheindorf Altach (cedido) | Austria | 2004      |
| Hamarkameratene              | Noruega | 2006-2009 |
| Helsingborgs IF (cedido)     | Suecia  | 2008      |
| SK Sturm Graz                | Austria | 2010-2012 |
| Austria Viena                | Austria | 2012-2015 |
| SK Sturm Graz                | Austria | 2015-2017 |
| FC Wil                       | Suiza   | 2017-2018 |
| SC Wiener Neustadt           | Austria | 2018-2019 |
| SV Stripfing                 | Austria | 2019-     |